# کلاینز کورنر (نیومکزیکو)
کلاینز کورنر (به انگلیسی: Clines Corners) یک منطقهٔ مسکونی در ایالات متحده آمریکا است که در شهرستان تارنس، نیومکزیکو واقع شده‌است. کلاینز کورنر ۲٬۱۵۱٫۰ متر بالاتر از سطح دریا قرار دارد.